# 프랑코 디 산토
프랑코 마티아스 디 산토(스페인어: Franco Matías Di Santo, 1989년 4월 7일 ~ )는 아르헨티나의 축구 선수로 현재 괴즈테페에서 뛰고 있다. 포지션은 스트라이커이다.